# Ташла (приток Егорлыка)
Ташла́ (в верховье Чла) — река в Ставропольском крае. Является правым притоком Егорлыка. Длина — 72 км. Площадь водосборного бассейна — 1290 км².
Берёт начало в городе Михайловске. Впадает в Егорлык в черте села Безопасного Труновского района.
На всём протяжении Ташлы от Михайловска до впадения Малой Ташлы имеется ряд плотин. Созданные пруды используются для орошения и как водопои для скота.

## Притоки
Река имеет ряд притоков, наиболее значительные из них:
- Тугулук — правый приток, длина 42 км
- Малая Ташла (балка Орлова) — левый приток, длина 16 км.
- Терновочка — правый приток, длина 12 км
- Терновка — правый приток, длина 36 км